# Aspila
Aspila är ett släkte av fjärilar. Aspila ingår i familjen nattflyn.

## Bildgalleri

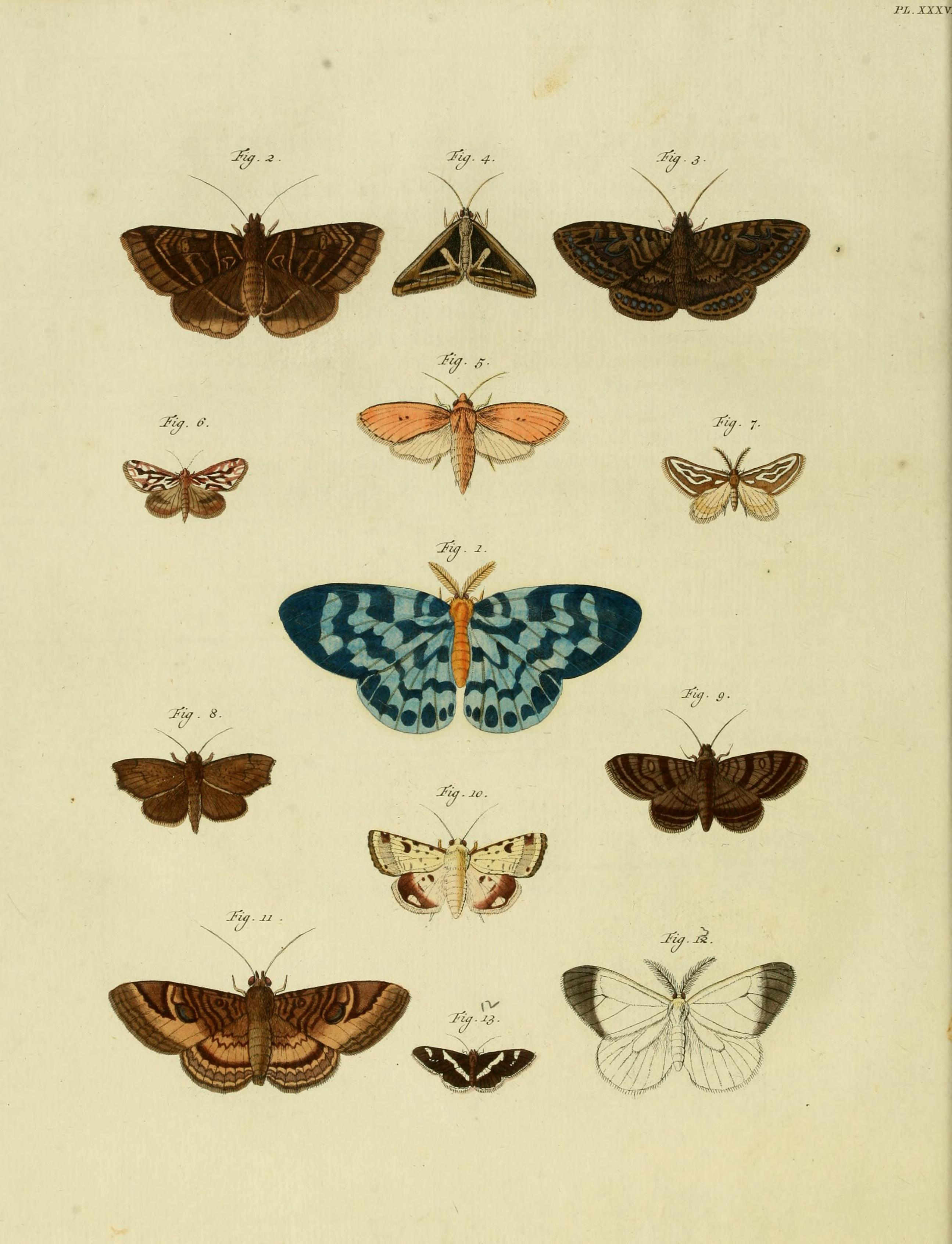
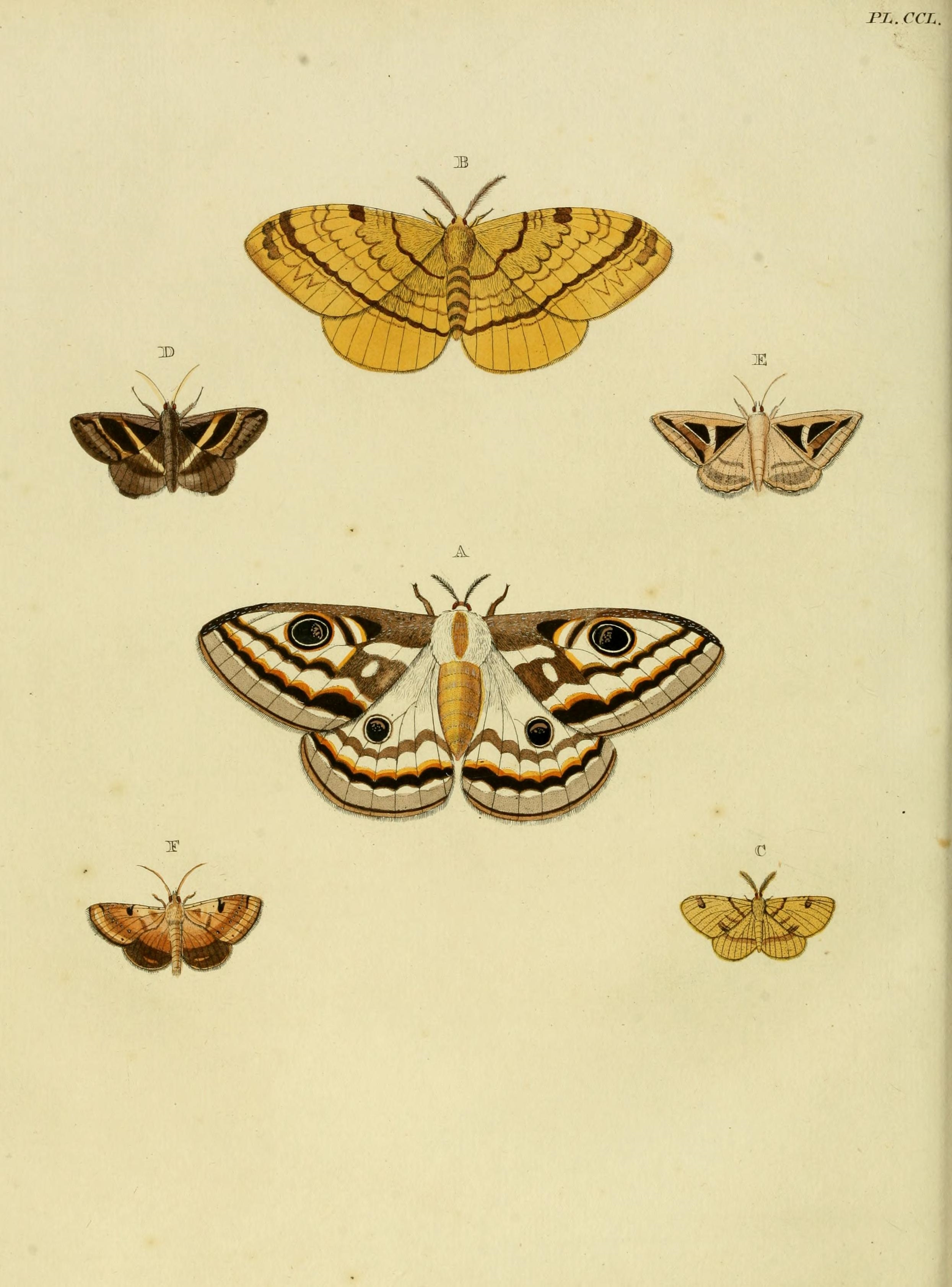

## Dottertaxa tillAspila, i alfabetisk ordning[1]
- Aspila acesias
- Aspila adaucta
- Aspila albida
- Aspila albidentina
- Aspila albivenata
- Aspila alphea
- Aspila anartoides
- Aspila angarensis
- Aspila armiger
- Aspila aurantiaca
- Aspila batuense
- Aspila beckeri
- Aspila belladonna
- Aspila borealis
- Aspila bulgarica
- Aspila canariensis
- Aspila centralasiae
- Aspila charmione
- Aspila citrea
- Aspila clarissima
- Aspila condolens
- Aspila conifera
- Aspila cystiphora
- Aspila dejeani
- Aspila deserta
- Aspila designata
- Aspila dipsacea
- Aspila distincta
- Aspila ebenicor
- Aspila enigma
- Aspila errans
- Aspila espea
- Aspila ferruginea
- Aspila fervens
- Aspila fimbria
- Aspila flavescens
- Aspila flavigera
- Aspila flavirufa
- Aspila florentina
- Aspila foveolatus
- Aspila fuscimacula
- Aspila hungarica
- Aspila hyalosticta
- Aspila hyperfusca
- Aspila inflata
- Aspila insularis
- Aspila insulata
- Aspila intensiva
- Aspila interjacens
- Aspila jefferyi
- Aspila katerinae
- Aspila lugubris
- Aspila lupata
- Aspila luteitinctus
- Aspila macularis
- Aspila maritima
- Aspila mekrana
- Aspila melanoleuca
- Aspila metachrisea
- Aspila minutier
- Aspila mirabilis
- Aspila molochitina
- Aspila nanna
- Aspila nubigera
- Aspila obscura
- Aspila oenotryx
- Aspila olivacea
- Aspila olivofusa
- Aspila omicronata
- Aspila onca
- Aspila ononidis
- Aspila ononis
- Aspila oregonica
- Aspila pallida
- Aspila paradoxus
- Aspila parana
- Aspila pauliani
- Aspila peltigera
- Aspila perigeoides
- Aspila phlogophagus
- Aspila phloxiphaga
- Aspila planaltina
- Aspila posttriphaena
- Aspila prasina
- Aspila prorupta
- Aspila puno
- Aspila pyraloides
- Aspila rhexiae
- Aspila salmantina
- Aspila saskai
- Aspila scutuligera
- Aspila septentrionalis
- Aspila spectanda
- Aspila spergulariae
- Aspila straminea
- Aspila sturmhoefeli
- Aspila subflexa
- Aspila tergemina
- Aspila translucens
- Aspila tristis
- Aspila turbata
- Aspila warneckei
- Aspila venusta
- Aspila virescens
- Aspila viridescens
- Aspila viriplaca
- Aspila xanthiata